# Sisyracera
Sisyracera (лат.) — род бабочек огнёвок-травянок из подсемейства Spilomelinae (Crambidae). Включает 3 вида.

## Кормовые растения
Гусеницы Sisyracera отмечены на бурачниковых.

## Описание
Отличаются строением гениталий: ункус редуцирован до треугольного; гениталии самок имеют сильно склеротизированный антрум, имеется перепончатый аппендикс бурсы, который прикрепляется к заднему концу. Данные о генетических штрих-кодах ДНК двух видов Sisyracera хранятся в системе данных «Barcode of Life Data System» (BOLD), однако в открытом доступе находятся только последовательности для S. subulalis из образцов, собранных на природоохранной территории Гуанакасте (Коста-Рика).

## Классификация
Включает 3 вида из трибы Udeini подсемейства Spilomelinae. Sisyracera был впервые описан в 1890 году немецким энтомологом Heinrich Benno Möschler (1831—1888) на основании типового вида Leucinodes preciosalis, ныне рассматриваемого в качестве синонима вида Sisyracera subulalis.
- Sisyracera inabsconsalis (Möschler, 1890)
- Sisyracera jacquelinae B. Landry, 2016[5]
- Sisyracera subulalis (Guenée, 1854)
  - =Endotricha subulalis Guenée, 1854

### Бывшие виды
- Sisyracera contortilinealis (Hampson, 1895) (синоним вида Sisyracera inabsconsalis)
- Sisyracera preciosalis (Möschler, 1881) (синоним вида Sisyracera subulalis)